# پیترو کارمینیانی
پیترو کارمینیانی (انگلیسی: Pietro Carmignani؛ زادهٔ ۲۲ ژانویهٔ ۱۹۴۵) بازیکن فوتبال اهل ایتالیا است.
از باشگاه‌هایی که در آن بازی کرده‌است می‌توان به باشگاه فوتبال فیورنتینا، باشگاه فوتبال یوونتوس، باشگاه فوتبال کومو، باشگاه فوتبال ناپولی، و باشگاه فوتبال وارزه اشاره کرد.